# NGC 5
NGC 5 és una galàxia el·líptica a la constel·lació d'Andròmeda. Es troba dos graus al sur de NGC 11.
Fou descoberta el 21 d'octubre de 1881 per Jean Marie Edouard Stephan, amb un telescopi reflector de 31 polzades i mitja.